# Saldias
Saldias (spanisch Saldías) ist ein Dorf und eine Gemeinde (Municipio) mit 123 Einwohnern (Stand: 2024) im baskischsprachigen Norden von Navarra in Spanien. Zur Gemeinde gehört auch die Wüstung Urrutiña.

## Lage
Leitza liegt etwa 38 Kilometer südsüdöstlich von Donostia-San Sebastián und etwa 35 Kilometer nordnordwestlich von Pamplona in einer Höhe von ca. 555 m.

## Kultur und Sehenswürdigkeiten

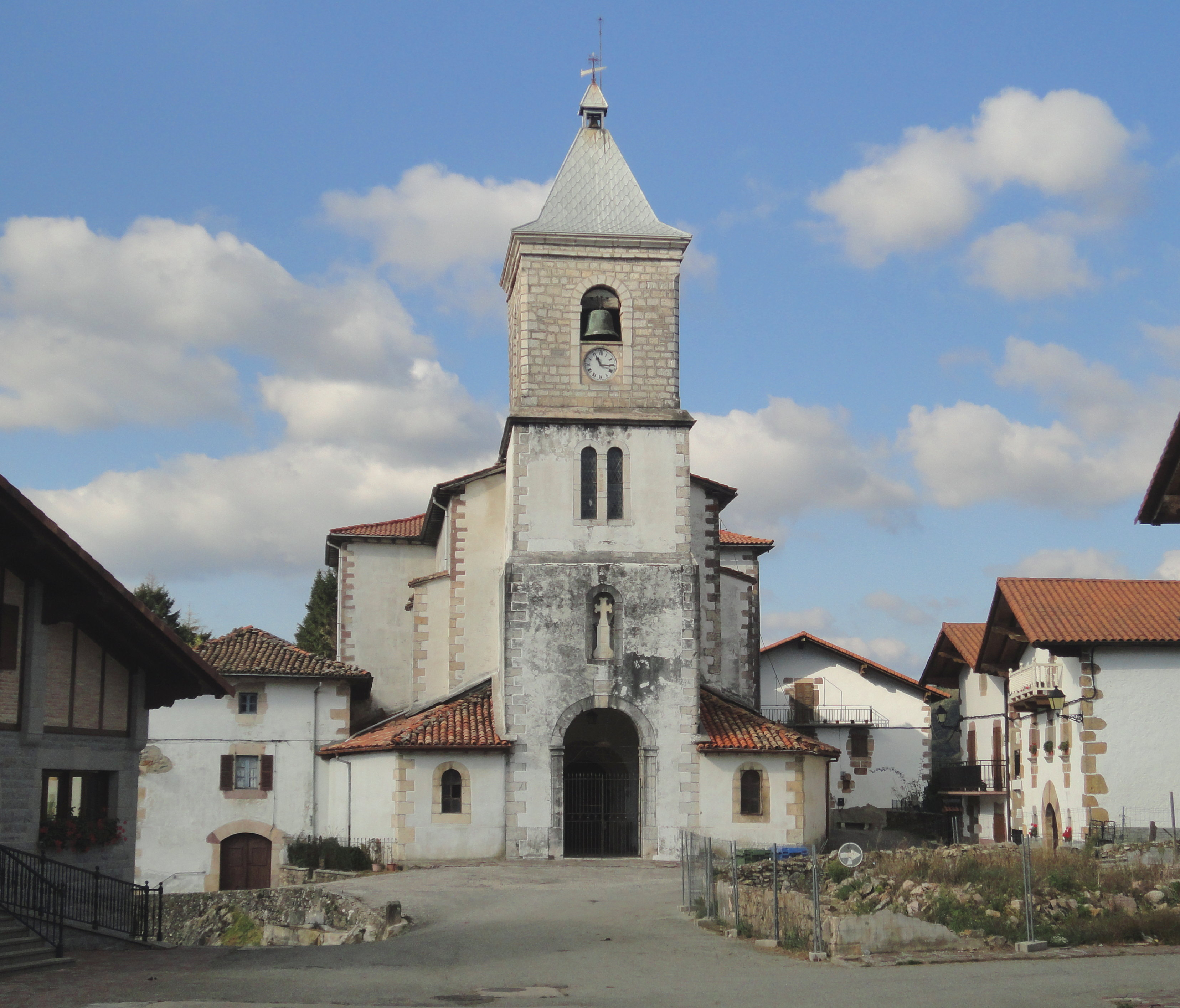
Johannes-der-Täufer-Kirche

- Johannes-der-Täufer-Kirche